# Rana boylii
Rana boylii är en groddjursart som beskrevs av Baird 1854. Rana boylii ingår i släktet Rana och familjen egentliga grodor. Inga underarter finns listade i Catalogue of Life.
Arten förekommer i västra USA i delstaterna Oregon och Kalifornien. På halvön Baja California i Mexiko är den utdöd. Den lever i låglandet och i bergstrakter upp till 2040 meter över havet. Individerna vistas i skogar, i buskskogar och i gräsmarker intill vattendrag samt i träskmarker. Äggen fästas på stenar och klippor som finns i vattnet.
Beståndet påverkas av vattenföroreningar och av torka. Ett annat hot är konkurrensen till den introducerade Lithobates catesbeianus. Enligt uppskattningar minskade hela populationen med 20 procent under de gångna 10 åren (räknad från 2021). IUCN kategoriserar arten globalt som nära hotad.